# Isosauris
Isosauris är ett släkte av fjärilar. Isosauris ingår i familjen mätare.
Kladogram enligt Catalogue of Life:
| Isosauris | \| \| Isosauris cinerea \| \| \| \| \| \| Isosauris cymatophora \| \| \| \| \| \| Isosauris hastigera \| \| \| \| \| \| Isosauris martha \| \| \| \| |
|           | \| \| Isosauris cinerea \| \| \| \| \| \| Isosauris cymatophora \| \| \| \| \| \| Isosauris hastigera \| \| \| \| \| \| Isosauris martha \| \| \| \| |
|           | Isosauris cinerea |
|           | |
|           | Isosauris cymatophora |
|           | |
|           | Isosauris hastigera |
|           | |
|           | Isosauris martha |
|           | |